# Аурано (Ријети)
Аурано је насеље у Италији у округу Ријети, региону Лацио.
Према процени из 2011. у насељу је живело 64 становника. Насеље се налази на надморској висини од 219 м.